# El ángel de Aurora
Az El ángel de Aurora egy 2024 és 2025 között vetített mexikói telenovella, amit a Televisa készített. Főszereplői: Jorge Salinas, Natalia Esperón, Rafael Novoa, Paulina Matos és Moisés Peñaloza. Magyarországon még nem került adásba.

## Főszereplők
| Színész(nő)       | Szerepnév                    | Magyar hang |
| ----------------- | ---------------------------- | ----------- |
| Jorge Salinas     | Antonio Murrieta             |             |
| Natalia Esperón   | Aurora Campero               |             |
| Rafael Novoa      | Julio César Rey              |             |
| Paulina Matos     | Helena Murrieta              |             |
| Moisés Peñaloza   | Ángel Santos / Gabriel       |             |
| José Pablo Minor  | Demián Morga                 |             |
| Marisol del Olmo  | Jezabel Campero              |             |
| Gabriela Rivero   | Victoria Bonilla             |             |
| Roberto Blandón   | Pascual Santos               |             |
| Rocío Verdejo     | Patricia Gil                 |             |
| Ligia Uriarte     | Briana Querol                |             |
| Juan Pablo Gil    | Edgar Bautista               |             |
| Gabriela Carrillo | Casandra Ávila               |             |
| Nubia Martí       | Esperanza Castro             |             |
| Lalo Palacios     | El Morro                     |             |
| Karla Gómez       | Elvia                        |             |
| Paco Rueda        | Glorio                       |             |
| Christian Ramos   | Aquiles Dosamantes           |             |
| Priscila Solorio  | Maggy Pérez                  |             |
| Isabela Vázquez   | Anita                        |             |
| Jaden Suárez      | El Rolas                     |             |
| Pablo García      | Luis Alberto Rey             |             |
| Pedro Sicard      | Fabrizio                     |             |
| René Casados      | Juventino Macías "El Pintas" |             |

## Évados áttekintés
| Évad | Évad | Epizódok száma | Eredeti sugárzás | Eredeti sugárzás | Eredeti sugárzás | Magyar sugárzás | Magyar sugárzás | Magyar sugárzás |
| Évad | Évad | Epizódok száma | Évadpremier      | Évadfinálé       | Eredeti adó      | Évadpremier     | Évadfinálé      | Magyar adó      |
| ---- | ---- | -------------- | ---------------- | ---------------- | ---------------- | --------------- | --------------- | --------------- |
|      | 1.   | 136            | 2024. július 29. | 2025. február 2. |                  |                 |                 |                 |